# Răzeni
Răzeni es una comuna y pueblo de la República de Moldavia ubicada en el distrito de Ialoveni.
En 2004 tiene 7451 habitantes, casi todos étnicamente moldavos-rumanos. Es la segunda comuna rural más poblada del distrito, solo superada en población por Costesti. De los 7451 habitantes, 6905 viven en el pueblo de Răzeni y 546 en la pedanía de Mileştii Noi.
Se sitúa sobre la carretera M3 en el límite con el distrito de Cimișlia, unos 20 km al sur de Chisináu.